# 신촌좀비만화
"신촌좀비만화"는 2014년에 개봉한 대한민국의 영화이다.

## 캐스팅
- 이다윗 : 승호 역
- 손수현 : 여우비 역
- 박정민 : 비젠 / 보현 역
- 박기웅 : 여울 역
- 이현웅 : 비루 역
- 남규리 : 시와 역
- 김수안 : 수민 역
- 박미현 : 엄마 역
- 강필석 : 필석 역
- 곽도원 : 담임 역
- 황병국 : 부장 역
- 황건 : 경찰 1 역
- 지건우 : 여사장 경호원 역
- 이초희 : 초희 역
- 서지희 : 경희 역
- 박두식 : 남자 역
- 안길강 : 승호 부 역
- 김동영 : 양아리 역
- 정희태 : 관계자 역
- 이진희 : 여사장 역
- 유승용 : 영찬 역
- 류성훈 : 총맞는 좀비 역
- 배제기 : 일행 2 역